# Allactaga sibirica
Allactaga sibirica — вид гризунів родини Dipodidae. Зустрічається в Китаї, Казахстані, Киргизстані, Монголії, Туркменістані, Узбекистані. Це найпоширеніший представник підроду Orientallactaga. Населяє степові, лісостепові, напівпустельні та пустельні біотопи, переважно з глинами, піщаним гравієм і камінням.

## Спосіб життя
Поодинокий і нічний спосіб життя, хоча він може бути сутінковим навесні та восени. Повідомляється, що він стрибає на висоту до 2 метрів. Його постійні нори менш складні, ніж в A. major. Нори простягаються приблизно на 5 метрів в довжину на глибині 35—65 см без відгалужень. Тимчасові нори є коротшими (60—120 см завдовжки) та мілкішими (20—30 см глибиною). У південних районах ареалу впадає в зимову сплячку з вересня по квітень у м'яких гніздах, споруджених у своїй норі. У північних районах ареалу сплячка настає пізніше, після першого снігу. Повідомляється, що навесні він живе переважно цибулинами Gagea uniflora, хоча також повідомляється, що він є найбільш м'ясоїдним з тушканчиків, харчуючись комахами, сараною та жуками. Він також включає у свій раціон листя, стебла і насіння. Розмноження починається у квітні або травні, і протягом тривалого сезону розмноження може народитися 1–2 виводки. Виводки зазвичай складаються з 2–5 молодняків, хоча повідомлялося про посліди з 8—9.

## Характеристики
Довжина голови й тіла монгольського скакуна становить від 13,0 до 17,0 сантиметрів, а хвіст — від 18 до 23 сантиметрів. Тварини важать від 82 до 140 грамів. Довжина задньої лапи становить 67—76 міліметрів, довжина вуха 41—57 міліметрів. Верх і боки тіла забарвлені по-різному, але переважно темно-блідо-коричневі з легкими димчасто-сірими хвилями або піщано-жовті. На зовнішній стороні стегон є біла пляма, а черевна сторона біла. Кінчик морди та ніс темно-коричневі, вуха такої ж довжини, як голова. Хвіст блідо-іржаво-червоний, а кінчик хвоста густо запушений із широкою та чіткою чорною смугою на верхній частині хвоста та білим кінчиком. На задніх лапах п'ять добре розвинених пальців, які відокремлені один від одного.